# Тиса (језеро)
Тиса (језеро) (мађ. Tisza-tó) је језеро у Мађарској и налази се у југоисточном делу жупаније Хевеш. Ово језеро је друго по величини у Мађарској, одмах после Балатона.
Језеро је такође познато под именом Кишкерски резервоар (Kiskörei-víztározó).

## Историја
Ово језеро је настало као део пројекта регулисања тока реке Тисе, започето 1973. и завршено 1990. их. Просечна дубина језера је 1,3 m. Језеро има пуно острваца, који заједно дају површину од око 43 km², тако да језеро у ствари изгледа природније и животињски свет је пуно богатији. 
Са завршетком радова на попуњавању језера, одмах се приступило сређивању обале и прилагођавању локација за туризам. Веома брзо ово језеро је постало и званична туристичка локација мађарске.
Пошто је језеро део тока реке Тисе, висина водостаја језера се регулише у зависности од нивоа саме реке. 
Језеро је такође део Националног парка Хортобађ (Hortobágyi Nemzeti Park). У суседној жупанији Хајду-Бихар, недалеко од језера, живе Хајдуи, једна од етничких група Мађара.

## Галерија
| - Стари чамац на Тиси - Језеро Тиса |